# Casa al carrer de la Immaculada Concepció, 12 (Capellades)
La Casa al carrer Immaculada Concepció, 12 és una obra noucentista de Capellades (Anoia) inclosa a l'Inventari del Patrimoni Arquitectònic de Catalunya.

## Descripció
Casa de dos pisos amb murs arrebossats. Presenta, a la planta baixa, 2 portes entre dues finestres; al primer pis, dos balcons i al segon pis dues finestres. Dalt de tot, la barana del terrat, centrada per un muret esglaonat acabat en semicercle i presentant un òcul amb barana.
Són destacables els guardapols de les finestres del segon pis i de les portes dels balcons, coronats d'un registre d'oves i acabant, als costats, amb garlandes verticals.